# Tetra-auricupride
La tetra-auricupride o tetraauricuprite è un minerale scoperto nel 1982 a Sardala nella prefettura autonoma hui di Changji nella provincia dello Xinjiang in Cina. Il nome è dovuto alla sua composizione chimica, rame e oro, e per la sua simmetria.

## Morfologia
La tetra-auricupride è stata trovata sotto forma di granuli irregolari di dimensione submillimetrica che presentano striature sulla superficie.

## Origine e giacitura
La tetra-auricupride è stata trovata in rocce basiche ed ultrabasiche ricche di metalli del gruppo del platino associata con tremolite, diopside, clorite, epidoto, apatite, zircone, magnetite, cromite, pirrotite, pirite, calcopirite, oro nativo e argento nativo.